# Shazad Latif
Shazad Latif (* 3. července 1988 Londýn) je britský herec.
Je pákistánsko-anglicko-skotského původu. V letech 2009–2011 hrál v televizním seriálu MI5, mezi lety 2013 a 2015 působil v seriálu Toast of London. Ve filmu debutoval v roce 2015 ve snímku Muž, který poznal nekonečno. Roku 2016 se představil v seriálu Penny Dreadful. Od roku 2017 hraje v seriálu Star Trek: Discovery postavu Voqa, resp. Ashe Tylera. V roce 2018 herecky ztvárnil náboráře Islámského státu ve filmu Profile.